# Papiri di Ossirinco
I papiri di Ossirinco sono una grande collezione di frammenti manoscritti, molti dei quali su supporto papiraceo, rinvenuti tra la fine del XIX e l'inizio del XX secolo in Egitto, in un'antica discarica vicino a Ossirinco, grazie all'opera di vari archeologi, tra cui, in particolare, Bernard Grenfell e Arthur Surridge Hunt.
Le particolari condizioni climatiche e ambientali della zona, come l'assenza di inondazioni e il clima secco e ventoso, hanno favorito la conservazione dei papiri.
I manoscritti, che datano dal I al VI secolo, comprendono migliaia di documenti in greco e latino, lettere e opere letterarie, alcuni sono su vellum, altri più recenti in arabo su carta (ad esempio il medievale P. Oxy. VI 1006). La maggior parte dei manoscritti rinvenuti a Ossirinco è costituita da documenti pubblici e privati, come codici, editti, registri, inventari, atti di compravendita e lettere.
I papiri di Ossirinco sono custoditi in varie istituzioni di tutto il mondo: un numero consistente è conservato nell'Ashmolean Museum presso l'Università di Oxford.
Sono disponibili on-line delle tabelle in cui sono elencati ciascun papiro o frammento, con una succinta indicazione del tipo di contenuto.

## Letteratura antica
Nel sito di Ossirinco sono stati trovati molti importanti testi greci, tra cui poesie di Pindaro, frammenti poetici di Saffo e Alceo, insieme con parti più grandi di Alcmane, Ibico e Corinna. C'erano anche ampi brani dell'Ipsipile di Euripide, frammenti di commedie di Menandro e una gran parte dei Cercatori di tracce di Sofocle.
Tra i ritrovamenti figurano anche i diagrammi più antichi e completi dagli Elementi di Euclide. Secondo Thomas Little Heath, i frammenti di Euclide scoperti portano a una nuova valutazione dell'accuratezza delle fonti antiche riguardo agli Elementi, rivelando che la versione di Teone di Alessandria è più autorevole di quanto si ritenesse in precedenza.
Un'altra scoperta importante è stata l'opera storica nota come le Elleniche di Ossirinco, il cui autore è sconosciuto ma potrebbe essere Eforo o Cratippo. Fu portata alla luce anche una vita di Euripide di Satiro di Callati, mentre una epitome di sette dei 107 libri perduti di Livio è stato il ritrovamento letterario più importante in latino.
L'autore classico che più ha beneficiato dei ritrovamenti di Ossirinco è il drammaturgo ateniese Menandro (342–291 a.C.), le cui commedie erano molto popolari in epoca ellenistica. Tra le sue commedie parzialmente recuperate a Ossirinco vi sono: Il misantropo, La donna di Samo, L'arbitrato, Misoumenos, Dis Exapaton, Karchedonios e Kolax.

### Euclide
| Vol | Oxy | Data                                    | Contenuto     | Istituzione                                       | Città      | Nazione |
| --- | --- | --------------------------------------- | ------------- | ------------------------------------------------- | ---------- | ------- |
| I   | 29  | fine III/inizio IV secolo oppure 75-125 | Elementi II 5 | Penn Museum, Università della Pennsylvania; E2748 | Filadelfia | USA     |

### Omero
| Vol | Oxy | Data        | Contenuto         | Istituzione                                                 | Città   | Nazione |
| --- | --- | ----------- | ----------------- | ----------------------------------------------------------- | ------- | ------- |
| I   | 20  | II secolo   | Iliade II 730-828 | British Library; Papyrus 742                                | Londra  | UK      |
| I   | 21  | I/II secolo | Iliade II 745-764 | Istituto orientale dell'Università di Chicago, Papyrus 2058 | Chicago | USA     |

## Manoscritti teologici
Tra i testi cristiani trovati a Ossirinco vi sono frammenti dei primi Vangeli non canonici: Papiro di Ossirinco 840 (III secolo) e Papiro di Ossirinco 1224 (IV secolo). 
Altri testi di Ossirinco conservano parti di Matteo 1 (III secolo: P2 e P401), 11–12 e 19 (III - IV secolo: P2384, P2385); Marco 10–11 (V - VI secolo: P3); Giovanni 1 e 20 (III secolo: P208); Romani 1 (IV secolo: P209); della Prima lettera di Giovanni (IV - V secolo: P402); dell'Apocalisse di Baruc capitoli 12–14 (IV o V secolo: P403); del Vangelo degli Ebrei (III secolo: P655); del Pastore di Erma (III o IV secolo: P404) e di un'opera di Ireneo (III secolo: P405).
Ci sono molte parti di altri libri canonici e tra queste sono stati trovati molti inni, preghiere e anche lettere dei primi cristiani.
Di seguito sono elencati tutti i manoscritti classificati come "teologici" tra i Papiri di Ossirinco e anche alcuni manoscritti che appartengono a più generi diversi, o generi che non sono trattati in maniera specifica nei volumi The Oxyrhynchus Papyri.
Per esempio la citazione del Salmo 90 (P. Oxy. XVI 1928) associato con un amuleto, è classificato secondo il suo genere primario come testo di magia tra i The Oxyrhynchus Papyri; tuttavia, qui è incluso tra le testimonianze del testo dell'Antico Testamento.
In ogni volume che contiene manoscritti teologici, questi sono elencati per primi, secondo una tradizione inglese di precedenza accademica.

### Antico Testamento

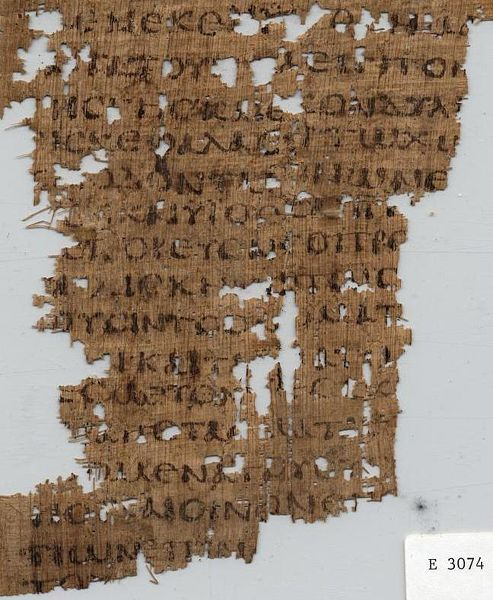
P. Oxy. VI 846: Amos 2 (LXX)

L'originale Bibbia ebraica (Tanakh) fu tradotta in greco tra il III e il I secolo a.C.. 
Questa traduzione è chiamata Septuaginta (o LXX) perché, secondo una tradizione, fu compilata ad Alessandria da settanta scribi ebrei.
È citata nel Nuovo Testamento e unita con il Nuovo Testamento, si trova nei codici onciali greci del IV e V secolo Sinaiticus, Alexandrinus e Vaticanus. 
La Septuaginta include libri, chiamati Apocrifi o Deuterocanonici dai cristiani, che in seguito non furono accettati nel Canone ebraico delle sacre scritture.
Porzioni di libri dell'Antico Testamento di indiscussa autorità presenti tra i papiri di Ossirinco sono elencati in questa sezione.
- Il primo numero (Vol) è il volume degli Oxyrhynchus Papyri nel quale è pubblicato il manoscritto.
- Il secondo numero (Oxy) è la sequenza generale di pubblicazione negli Oxyrhynchus Papyri.[6]
- Data stimata approssimativamente con incrementi di 50 anni.
- Contenuto è il versetto più vicino, ove noto.

P. Oxy. VIII 1073 è una versione in latino arcaico della Genesi, gli altri manoscritti sono probabilmente copie della Septuaginta.
| Vol  | Oxy  | Data | Contenuto                                                       | Istituzione                                                                                          | Città                   | Nazione |
| ---- | ---- | ---- | --------------------------------------------------------------- | --- | ----------------------- | ------- |
| IV   | 656  | 150  | Genesi 14:21–23; 15:5–9; 19:32–20:11; 24:28–47; 27:32–33, 40–41 | Bodleian Library; MS.Gr.bib.d.5(P)                                                                   | Oxford                  | UK      |
| VI   | 845  | 400  | Salmi 68; 70                                                    | Museo egizio; JE 41083                                                                               | Il Cairo                | Egitto  |
| VI   | 846  | 550  | Amos 2                                                          | University of Pennsylvania; E 3074                                                                   | Filadelfia Pennsylvania | U.S.    |
| VII  | 1007 | 400  | Genesi 2–3                                                      | British Museum; Inv. 2047                                                                            | Londra                  | UK      |
| VIII | 1073 | 350  | Genesi 5–6 (in latino arcaico)                                  | British Museum; Inv. 2052                                                                            | Londra                  | UK      |
| VIII | 1074 | 250  | Esodo 31–32                                                     | Università dell'Illinois; GP 1074                                                                    | Urbana Illinois         | U.S.    |
| VIII | 1075 | 250  | Esodo 11:26–32                                                  | British Library; Inv. 2053                                                                           | Londra                  | UK      |
| IX   | 1166 | 250  | Genesi 16:8–12                                                  | British Library; Inv. 2066                                                                           | Londra                  | UK      |
| IX   | 1167 | 350  | Genesi 31                                                       | Seminario Teologico di Princeton Pap. 9                                                              | Princeton New Jersey    | U.S.    |
| IX   | 1168 | 350  | Giosuè 4-5 (vellum)                                             | Seminario Teologico di Princeton Pap. 10                                                             | Princeton New Jersey    | U.S.    |
| X    | 1225 | 350  | Levitico 16                                                     | Seminario Teologico di Princeton Pap. 12                                                             | Princeton New Jersey    | U.S.    |
| X    | 1226 | 300  | Salmi 7–8                                                       | Liverpool University Class. Gr. Libr. 4241227                                                        | Liverpool               | UK      |
| XI   | 1351 | 350  | Levitico 27 (vellum)                                            | Colgate Rochester Crozer Divinity School Ambrose Swasey Library; 886.4 venduto privatamente nel 2003 | Rochester New York      | U.S.    |
| XI   | 1352 | 325  | Salmi 82–83 (vellum)                                            | Museo egizio JE 47472                                                                                | Il Cairo                | Egitto  |
| XV   | 1779 | 350  | Salmi 1                                                         | United Theological Seminary                                                                          | Dayton Ohio             | U.S.    |
| XVI  | 1928 | 500  | amuleto con Salmi 90                                            | Ashmolean Museum                                                                                     | Oxford                  | UK      |
| XVII | 2065 | 500  | Salmi 90                                                        | Ashmolean Museum                                                                                     | Oxford                  | UK      |
| XVII | 2066 | 500  | Ecclesiaste 6–7                                                 | Ashmolean Museum                                                                                     | Oxford                  | UK      |
| XXIV | 2386 | 500  | Salmi 83–84                                                     | Ashmolean Museum                                                                                     | Oxford                  | UK      |
| L    | 3522 | 50   | Giobbe 42.11–12                                                 | Ashmolean Museum                                                                                     | Oxford                  | UK      |
| LX   | 4011 | 550  | Salmi 75 interlineare                                           | Ashmolean Museum                                                                                     | Oxford                  | UK      |
| LXV  | 4442 | 225  | Esodo 20:10–17, 18–22                                           | Ashmolean Museum                                                                                     | Oxford                  | UK      |
| LXV  | 4443 | 100  | Ester 6–7                                                       | Ashmolean Museum                                                                                     | Oxford                  | UK      |

#### Apocrifi dell'Antico Testamento o Deuterocanonici
Si tratta di vari testi (per esempio il Libro di Tobia) o differenti versioni di scritti preesistenti (per esempio il Libro di Daniele) che si trovavano nel canone delle scritture ebraiche (in particolare, nella traduzione dei Settanta del Tanakh ebraico).
Anche se tali scritture non sono più considerate canoniche tra gli ebrei sin dall'inizio del II secolo, hanno mantenuto tale status per gran parte della Chiese cristiane:
erano e sono accettati come parte del Vecchio Testamento canonico dalla Chiesa cattolica e dalla Chiesa ortodossa.
I cristiani Protestanti, tuttavia, seguono l'esempio degli ebrei e non accettano questi scritti come parte del canone dell'Antico Testamento.
| Vol  | Oxy  | Data | Contenuto                    | Istituzione                                           | Città               | Nazione |
| ---- | ---- | ---- | ---------------------------- | ----------------------------------------------------- | ------------------- | ------- |
| III  | 403  | 400  | Apocalisse di Baruc 12–14    | St. Mark's Library General Theological Seminary       | New York            | U.S.    |
| VII  | 1010 | 350  | Apocalisse di Esdra 16:57–59 | Biblioteca Bodleiana MS.Gr.bib.g.3(P)                 | Oxford              | UK      |
| VIII | 1076 | 550  | Tobia 2 (no LXX)             | John Rylands University Library 448                   | Manchester          | UK      |
| XIII | 1594 | 275  | Tobia 12 (vellum) (no LXX)   | Cambridge University Library Add.MS. 6363             | Cambridge           | UK      |
| XIII | 1595 | 550  | Siracide 1                   | Palestine Institute Museum Pacific School of Religion | Berkeley California | U.S.    |
| XVII | 2069 | 400  | 1 Enoch 85.10–86.2, 87.1–3   | Ashmolean Museum                                      | Oxford              | UK      |
| XVII | 2074 | 450  | Apostrofe alla Sapienza [?]  | Ashmolean Museum                                      | Oxford              | UK      |
| LXV  | 4444 | 350  | Sapienza 4:17–5:1 (vellum)   | Ashmolean Museum                                      | Oxford              | UK      |

#### Altri papiri affini
| Vol   | Oxy  | Date | Contenuto                   | Istituzione          | Città  | Nazione |
| ----- | ---- | ---- | --------------------------- | -------------------- | ------ | ------- |
| IX    | 1173 | 250  | Filone l'Ebreo              | Biblioteca Bodleiana | Oxford | UK      |
| XI    | 1356 | 250  | Filone l'Ebreo              | Biblioteca Bodleiana | Oxford | UK      |
| XVIII | 2158 | 250  | Filone l'Ebreo              | Ashmolean Museum     | Oxford | UK      |
| XXXVI | 2745 | 400  | Onomasticon di nomi ebraici | Ashmolean Museum     | Oxford | UK      |

### Nuovo Testamento

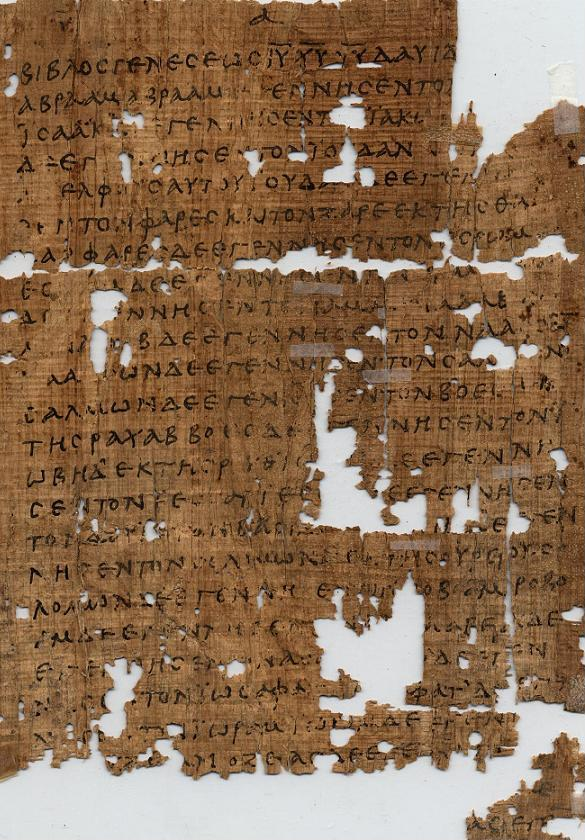
Papiro ^{1}: Matteo 1

I papiri di Ossirinco comprendono il sottogruppo più numeroso delle copie più antiche del Nuovo Testamento sopravvissute.
Si tratta di porzioni di codici (libri) scritti su papiro in lettere onciali (maiuscole) greche.
I primi furono disseppelliti da Bernard Pyne Grenfell e Arthur Hunt ad Ossirinco, al volgere del XX secolo. 
Dei 127 papiri del Nuovo Testamento riconosciuti, 52 (il 41%) provengono da Ossirinco.
I primi papiri sono datati alla metà del II secolo, cioè sono copie fatte circa un secolo dopo la redazione dell'originale del Nuovo Testamento.
Grenfell e Hunt hanno scoperto il primo papiro del Nuovo Testamento (P1), già il secondo giorno di scavo, nell'inverno 1896–7;
questo, insieme alle altre prime scoperte, fu pubblicato nel 1898 nel primo volume dell'opera, ora arrivata a 70 volumi, The Oxyrhynchus Papyri.
- La terza colonna (CRG) è il numero della sequenza di Caspar René Gregory, che ormai è lo standard, sufficiente ad individuare i manoscritti del Nuovo Testamento; un numero preceduto da una "p" indica un manoscritto su papiro, un numero che inizia con zero indica un vellum.
- Contenuto è il capitolo più vicino, a volte sono indicati anche i versetti.

| Vol        | Oxy                                                   | CRG  | Data          | Contenuto                      | Istituzione                                                                                   | Città                   | Nazione |
| ---------- | ----------------------------------------------------- | ---- | ------------- | ------------------------------ | --------------------------------------------------------------------------------------------- | ----------------------- | ------- |
| I          | 2                                                     | P1   | 250           | Matteo 1                       | Università della Pennsylvania                                                                 | Filadelfia Pennsylvania | U.S.    |
| I          | 3                                                     | 069  | 500           | Marco 10:50.51; 11:11.12       | Frederick Haskell Oriental Institute Università di Chicago; 2057                              | Chicago Illinois        | U.S.    |
| II         | 208=1781                                              | P5   | 250           | Giovanni 1, 16, 20             | British Library                                                                               | Londra                  | UK      |
| II         | 209                                                   | P10  | 350           | Romani 1                       | Houghton Library, Harvard                                                                     | Cambridge Massachusetts | U.S.    |
| III        | 401                                                   | 071  | 500           | Matteo 10–11 †                 | Harvard Semitic Museum; 3735                                                                  | Cambridge Massachusetts | U.S.    |
| III        | 402                                                   | P9   | 250           | I Giovanni 4                   | Houghton Library, Harvard                                                                     | Cambridge Massachusetts | U.S.    |
| IV         | 657                                                   | P13  | 250           | Ebrei 2–5, 10–12               | British Library                                                                               | Londra                  | UK      |
| VI         | 847                                                   | 0162 | 300           | Giovanni 2                     | Metropolitan Museum of Art                                                                    | New York                | U.S.    |
| VI         | 848                                                   | 0163 | 450           | Rivelazione 16                 | Metropolitan Museum of Art                                                                    | New York                | U.S.    |
| VII        | 1008                                                  | P15  | 250           | I Corinzi 7–8                  | Museo egizio                                                                                  | Il Cairo                | Egitto  |
| VII        | 1009                                                  | P16  | 300           | Filippesi 3–4                  | Museo egizio                                                                                  | Il Cairo                | Egitto  |
| VIII       | 1078                                                  | P17  | 350           | Ebrei 9                        | Cambridge University Library, Cambridge                                                       | Cambridge               | UK      |
| VIII       | 1079                                                  | P18  | 300           | Rivelazione 1                  | British Library                                                                               | Londra                  | UK      |
| VIII       | 1080                                                  | 0169 | 350           | Rivelazione 3–4                | Robert Elliott Speer Library Seminario Teologico di Princeton                                 | Princeton               | U.S.    |
| IX         | 1169                                                  | 0170 | 500           | Matteo 6                       | Robert Elliott Speer Library Seminario Teologico di Princeton                                 | Princeton               | U.S.    |
| IX         | 1170                                                  | P19  | 400           | Matteo 10–11                   | Biblioteca Bodleiana                                                                          | Oxford                  | UK      |
| IX         | 1171                                                  | P20  | 250           | Giacomo 2–3                    | Harvey S. Firestone Memorial Library, Princeton                                               | Princeton New Jersey    | U.S.    |
| X          | 1227                                                  | P21  | 400           | Matteo 12                      | Muhlenberg College                                                                            | Allentown Pennsylvania  | U.S.    |
| X          | 1228                                                  | P22  | 250           | Giovanni 15–16                 | Glasgow University Library                                                                    | Glasgow                 | UK      |
| X          | 1229                                                  | P23  | 250           | Giacomo 1                      | University of Illinois                                                                        | Urbana Illinois         | U.S.    |
| X          | 1230                                                  | P24  | 350           | Rivelazione 5–6                | Franklin Trask Library Andover Newton Theological School                                      | Newton Massachusetts    | U.S.    |
| XI         | 1353                                                  | 0206 | 350           | I Pietro 5                     | United Theological Seminary                                                                   | Dayton Ohio             | U.S.    |
| XI         | 1354                                                  | P26  | 600           | Romani 1                       | Joseph S. Bridwell Library Southern Methodist University                                      | Dallas Texas            | U.S.    |
| XI         | 1355                                                  | P27  | 250           | Romani 8–9                     | Cambridge University Library                                                                  | Cambridge               | UK      |
| XIII       | 1596                                                  | P28  | 250           | Giovanni 6                     | Palestine Institute Museum Pacific School of Religion                                         | Berkeley California     | U.S.    |
| XIII       | 1597                                                  | P29  | 250           | Atti 26                        | Biblioteca Bodleiana                                                                          | Oxford                  | UK      |
| XIII       | 1598                                                  | P30  | 250           | I Tess 4–5; II Tess 1          | Biblioteca dell'Università di Gand                                                            | Gand                    | Belgio  |
| XV         | 1780                                                  | P39  | 250           | Giovanni 8                     | Colgate Rochester Crozer Divinity School Ambrose Swasey Library venduto privatamente nel 2003 | Rochester New York      | U.S.    |
| XV         | 1781=208                                              | P5   | 250           | Giovanni 1, 16, 20             | British Library                                                                               | Londra                  | UK      |
| XVIII      | 2157                                                  | P51  | 400           | Galati 1                       | Ashmolean Museum                                                                              | Oxford                  | UK      |
| XXIV       | 2383                                                  | P69  | 250           | Luca 22                        | Ashmolean Museum                                                                              | Oxford                  | UK      |
| XXIV       | 2384                                                  | P70  | 250           | Matteo 2–3, 11–12, 24          | Ashmolean Museum                                                                              | Oxford                  | UK      |
| XXIV       | 2385                                                  | P71  | 350           | Matteo 19                      | Ashmolean Museum                                                                              | Oxford                  | UK      |
| XXXIV/LXIV | 2683/4405                                             | P77  | 200           | Matteo 23                      | Ashmolean Museum                                                                              | Oxford                  | UK      |
| XXXIV      | 2684                                                  | P78  | 300           | Giuda                          | Ashmolean Museum                                                                              | Oxford                  | UK      |
| L          | 3523                                                  | P90  | 150           | Giovanni 18–19                 | Ashmolean Museum                                                                              | Oxford                  | UK      |
| LXV        | 4449                                                  | P100 | 300           | Giacomo 3–5                    | Sackler Library Papyrology Rooms                                                              | Oxford                  | UK      |
| LXIV       | 4401                                                  | P101 | 250           | Matteo 3–4                     | Ashmolean Museum                                                                              | Oxford                  | UK      |
| LXIV       | 4402                                                  | P102 | 300           | Matteo 4                       | Ashmolean Museum                                                                              | Oxford                  | UK      |
| LXIV       | 4403                                                  | P103 | 200           | Matteo 13–14                   | Ashmolean Museum                                                                              | Oxford                  | UK      |
| LXIV       | 4404                                                  | P104 | 150           | Matteo 21?                     | Ashmolean Museum                                                                              | Oxford                  | UK      |
| LXIV       | 4406                                                  | P105 | 500           | Matteo 27–28                   | Ashmolean Museum                                                                              | Oxford                  | UK      |
| LXV        | 4445                                                  | P106 | 250           | Giovanni 1                     | Ashmolean Museum                                                                              | Oxford                  | UK      |
| LXV        | 4446                                                  | P107 | 250           | Giovanni 17                    | Ashmolean Museum                                                                              | Oxford                  | UK      |
| LXV        | 4447                                                  | P108 | 250           | Giovanni 17/18                 | Ashmolean Museum                                                                              | Oxford                  | UK      |
| LXV        | 4448                                                  | P109 | 250           | Giovanni 21                    | Ashmolean Museum                                                                              | Oxford                  | UK      |
| LXVI       | 4494 Archiviato il 20 marzo 2012 in Internet Archive. | P110 | 350           | Matteo 10                      | Sackler Library Papyrology Rooms                                                              | Oxford                  | UK      |
| LXVI       | 4495                                                  | P111 | 250           | Luca 17                        | Ashmolean Museum                                                                              | Oxford                  | UK      |
| LXVI       | 4496                                                  | P112 | 450           | Atti 26–27                     | Ashmolean Museum                                                                              | Oxford                  | UK      |
| LXVI       | 4497                                                  | P113 | 250           | Romani 2                       | Ashmolean Museum                                                                              | Oxford                  | UK      |
| LXVI       | 4498                                                  | P114 | 250           | Ebrei 1                        | Ashmolean Museum                                                                              | Oxford                  | UK      |
| LXVI       | 4499                                                  | P115 | 300           | Rivelazione 2–3, 5–6, 8–15     | Ashmolean Museum                                                                              | Oxford                  | UK      |
| LXVI       | 4500                                                  | 0308 | 350           | Rivelazione 11:15–18           | Ashmolean Museum                                                                              | Oxford                  | UK      |
| LXXI       | 4803                                                  | P119 | 250           | Giovanni 1:21–28, 38–44        | Ashmolean Museum                                                                              | Oxford                  | UK      |
| LXXI       | 4804                                                  | P120 | 350           | Giovanni 1:25–28, 33-38, 42–44 | Ashmolean Museum                                                                              | Oxford                  | UK      |
| LXXI       | 4805                                                  | P121 | 250           | Giovanni 19:17–18, 25–26       | Ashmolean Museum                                                                              | Oxford                  | UK      |
| LXXI       | 4806                                                  | P122 | IV-V secolo   | Giovanni 21:11–14, 22–24       | Ashmolean Museum                                                                              | Oxford                  | UK      |
| LXXII      | 4844                                                  | P123 | IV-V secolo   | I Corinzi 14:31–34; 15:3–6     | Ashmolean Museum                                                                              | Oxford                  | UK      |
| LXXII      | 4845                                                  | P124 | IV-V secolo   | II Corinzi 11:1-4. 6-9         | Ashmolean Museum                                                                              | Oxford                  | UK      |
| LXXIII     | 4934                                                  | P125 | III-IV secolo | I Pietro 1:23-2:5.7-12         | Ashmolean Museum                                                                              | Oxford                  | UK      |
| LXXIV      | 4968                                                  | P127 | V secolo      | Atti 10–17                     | Ashmolean Museum                                                                              | Oxford                  | UK      |

#### Apocrifi del Nuovo Testamento
Tra i Papiri di Ossirinco vi sono una ventina di manoscritti degli Apocrifi del Nuovo Testamento, opere del periodo paleocristiano che si presentavano come libri biblici ma che alla fine non furono ritenute tali dall'ortodossia.
Queste opere trovate a Ossirinco comprendono i vangeli di Tommaso, Maria, Pietro, Giacomo, il Pastore di Erma e la Didaché. 
Inoltre vi sono anche alcuni manoscritti di vangeli sconosciuti.
I tre manoscritti di Tommaso sono i soli conosciuti in greco di quest'opera; l'unico altro manoscritto superstite di Tommaso è una versione in copto, quasi completa, ritrovata a Nag Hammadi.
P. Oxy. 4706, un manoscritto del Pastore di Erma è notevole perché due sezioni che gli studiosi ritenevano circolassero spesso indipendentemente,
Visioni e Comandamenti, sono state trovate sullo stesso rotolo.
| Vol                  | Oxy  | Data | Contenuto                                                    | Istituzione                                | Città                   | Nazione |
| -------------------- | ---- | ---- | ------------------------------------------------------------ | ------------------------------------------ | ----------------------- | ------- |
| Opere paleocristiane |      |      |                                                              |                                            |                         |         |
| LXIX                 | 4705 | 250  | Pastore di Erma, Visioni 1:1, 8–9 (rotolo)                   | Ashmolean Museum                           | Oxford                  | UK      |
| LXIX                 | 4706 | 200  | Pastore di Erma Visioni 3–4; Comandamenti 2; 4–9 (rotolo)    | Ashmolean Museum                           | Oxford                  | UK      |
| L                    | 3526 | 350  | Pastore di Erma, Comandamenti 5–6 [stesso codice di 1172]    | Ashmolean Museum                           | Oxford                  | UK      |
| XV                   | 1783 | 325  | Pastore di Erma, Comandamenti 9                              |                                            |                         |         |
| IX                   | 1172 | 350  | Pastore di Erma, Similitudini 2:4–10 [stesso codice di 3526] | British Library; Inv. 224                  | Londra                  | UK      |
| LXIX                 | 4707 | 250  | Pastore di Erma, Similitudini 6:3–7:2                        | Ashmolean Museum                           | Oxford                  | UK      |
| XIII                 | 1599 | 350  | Pastore di Erma, Similitudini 8                              |                                            |                         |         |
| L                    | 3527 | 200  | Pastore di Erma, Similitudini 8:4–5                          | Ashmolean Museum                           | Oxford                  | UK      |
| L                    | 3528 | 200  | Pastore di Erma, Similitudini 9:20–22                        | Ashmolean Museum                           | Oxford                  | UK      |
| III                  | 404  | 300  | Pastore di Erma                                              |                                            |                         |         |
| XV                   | 1782 | 350  | Didaché 1–3 (vellum)                                         | Ashmolean Museum                           | Oxford                  | UK      |
| Pseudoepigrafi       |      |      |                                                              |                                            |                         |         |
| I                    | 1    | 200  | Vangelo di Tommaso                                           | Biblioteca Bodleiana Ms. Gr. Th. e 7 (P)   | Oxford                  | UK      |
| IV                   | 654  | 200  | Vangelo di Tommaso                                           | British Museum; Inv. 1531                  | Londra                  | UK      |
| IV                   | 655  | 200  | Vangelo di Tommaso                                           | Houghton Library, Harvard SM Inv. 4367     | Cambridge Massachusetts | U.S.    |
| XLI                  | 2949 | 200  | Vangelo di Pietro? (rotolo)                                  | Ashmolean Museum                           | Oxford                  | UK      |
| L                    | 3524 | 550  | Vangelo di Giacomo 25:1                                      | Ashmolean Museum                           | Oxford                  | UK      |
| L                    | 3525 | 250  | Vangelo di Maria (rotolo)                                    | Ashmolean Museum                           | Oxford                  | UK      |
| LX                   | 4009 | 150  | Vangelo di Pietro?                                           | Ashmolean Museum                           | Oxford                  | UK      |
| I                    | 6    | 450  | Atti di Paolo e Tecla                                        |                                            |                         |         |
| VI                   | 849  | 325  | Atti di Pietro                                               |                                            |                         |         |
| VI                   | 850  | 350  | Atti di Giovanni                                             |                                            |                         |         |
| VI                   | 851  | 500  | Atti apocrifi                                                |                                            |                         |         |
| VIII                 | 1081 |      | Vangelo gnostico                                             |                                            |                         |         |
| II                   | 210  | 250  | Vangelo non conosciuto                                       | Cambridge University Library Add. Ms. 4048 | Cambridge               | UK      |
| V                    | 840  | 200  | Vangelo non conosciuto (vellum)                              | Biblioteca Bodleiana Ms. Gr. Th. g 11      | Oxford                  | UK      |
| X                    | 1224 | 300  | Vangelo non conosciuto                                       | Biblioteca Bodleiana Ms. Gr. Th. e 8 (P)   | Oxford                  | UK      |

#### Altri testi affini
| Vol                                                  | Oxy                                                       | Data | Contenuto                                                | Istituzione                                                     | Città                  | Nazione |
| ---------------------------------------------------- | --------------------------------------------------------- | ---- | -------------------------------------------------------- | --------------------------------------------------------------- | ---------------------- | ------- |
| Citazioni della bibbia                               |                                                           |      |                                                          |                                                                 |                        |         |
| VIII                                                 | 1077                                                      | 550  | Talismano: testo magico che cita Matteo 4:23–24          | Trexler Library; Pap. Theol. 2 Muhlenberg College               | Allentown Pennsylvania | U.S.    |
| LX                                                   | 4010                                                      | 350  | "Padre nostro" (Matteo 6:9ff) con preghiera introduttiva | Papyrology Room Ashmolean Museum                                | Oxford                 | UK      |
| Credo                                                |                                                           |      |                                                          |                                                                 |                        |         |
| XVII                                                 | 2067 Archiviato il 29 settembre 2007 in Internet Archive. | 450  | Simbolo niceno (325)                                     | Papyrology Room Ashmolean Museum                                | Oxford                 | UK      |
| XV                                                   | 1784                                                      | 450  | Simbolo niceno-costantinopolitano (381)                  | Colgate Rochester Crozer Divinity School Ambrose Swasey Library | Rochester New York     | U.S.    |
| Padri della Chiesa                                   |                                                           |      |                                                          |                                                                 |                        |         |
| III                                                  | 405                                                       | 250  | Ireneo, Adversus haereses                                | Cambridge University Library Add. Ms. 4413                      | Cambridge              | UK      |
| XXXI                                                 | 2531 Archiviato il 27 settembre 2007 in Internet Archive. | 550  | Teofilo di Alessandria                                   | Papyrology Rooms Sackler Library                                | Oxford                 | UK      |
| Opere teologiche sconosciute                         |                                                           |      |                                                          |                                                                 |                        |         |
| XIII                                                 | 1600                                                      | 450  | trattato sulla Passione                                  | Biblioteca Bodleiana Ms. Gr. Th. d 4 (P)                        | Oxford                 | UK      |
| I                                                    | 4                                                         | 300  | frammento sulla teologia                                 | Cambridge University Library                                    | Cambridge              | UK      |
| III                                                  | 406                                                       | 250  | frammento sulla teologia                                 | McCormick Theological Seminary Library; BH 88470.1              | Chicago Illinois       | U.S.    |
| Dialoghi (discussioni teologiche)                    |                                                           |      |                                                          |                                                                 |                        |         |
| XVII                                                 | 2070 Archiviato il 29 settembre 2007 in Internet Archive. | 275  | dialogo contro gli ebrei                                 | Papyrology Rooms Sackler Library                                | Oxford                 | UK      |
| XVII                                                 | 2071 Archiviato il 29 settembre 2007 in Internet Archive. | 550  | frammento di un dialogo                                  | Papyrology Rooms Sackler Library                                | Oxford                 | UK      |
| Apologie (argomentazioni a difesa della cristianità) |                                                           |      |                                                          |                                                                 |                        |         |
| XVII                                                 | 2072 Archiviato il 29 settembre 2007 in Internet Archive. | 250  | frammento di un'apologia                                 | Papyrology Rooms Sackler Library                                | Oxford                 | UK      |
| Omelie (brevi sermoni)                               |                                                           |      |                                                          |                                                                 |                        |         |
| XIII                                                 | 1601                                                      | 400  | omelia sulla lotta spirituale                            | Colgate Rochester Crozer Divinity School Ambrose Swasey Library | Rochester New York     | U.S.    |
| XIII                                                 | 1602                                                      | 400  | omelia ai monaci (vellum)                                | University Library Università di Gand                           | Gand                   | Belgio  |
| XIII                                                 | 1603                                                      | 500  | omelia sulle donne                                       | John Rylands University Library Inv R. 55247                    | Manchester             | UK      |
| XV                                                   | 1785                                                      | 450  | raccolta di omelie [?]                                   | Payrology Room Ashmolean Museum                                 | Oxford                 | UK      |
| XVII                                                 | 2073 Archiviato il 29 settembre 2007 in Internet Archive. | 375  | frammento di un'omelia e altro testo                     | Papyrology Rooms Sackler Library                                | Oxford                 | UK      |
| Testi liturgici (protocolli per riunioni cristiane)  |                                                           |      |                                                          |                                                                 |                        |         |
| XVII                                                 | 2068 Archiviato il 29 settembre 2007 in Internet Archive. | 350  | frammenti liturgici [?]                                  | Papyrology Rooms Sackler Library                                | Oxford                 | UK      |
| III                                                  | 407                                                       | 300  | preghiera cristiana                                      | Department of Manuscripts British Museum                        | Londra                 | UK      |
| XV                                                   | 1786                                                      | 275  | inno cristiano con notazione musicale                    | Papyrology Rooms Sackler Library                                | Oxford                 | UK      |
| Agiografie (biografie di santi)                      |                                                           |      |                                                          |                                                                 |                        |         |
| L                                                    | 3529                                                      | 350  | Martirio di Dioscoro                                     | Payrology Room Ashmolean Museum                                 | Oxford                 | UK      |
| Libelli (certificati di sacrificio pagano)           |                                                           |      |                                                          |                                                                 |                        |         |
| LVIII                                                | 3929                                                      | 250  | libellus datato tra il 25 giugno e il 24 luglio del 250  | Payrology Room Ashmolean Museum                                 | Oxford                 | UK      |
| IV                                                   | 658                                                       | 250  | libellus risalente al 250                                | Beinecke Library Università di Yale                             | New Haven Connecticut  | U.S.    |
| XII                                                  | 1464                                                      | 250  | libellus datato 27 giugno 250                            | Department of Manuscripts British Museum                        | Londra                 | UK      |
| XLI                                                  | 2990                                                      | 250  | libellus risalente al III secolo                         | Papyrology Rooms Sackler Library                                | Oxford                 | UK      |
| Altri frammenti                                      |                                                           |      |                                                          |                                                                 |                        |         |
| XLII                                                 | 3035                                                      | 256  | ordine di arrestare un cristiano datato 28 febbraio 256  | Payrology Room Ashmolean Museum                                 | Oxford                 | UK      |
| I                                                    | 5                                                         | 300  | frammento paleocristiano                                 | Biblioteca Bodleiana Ms. Gr. Th. f 9 (P)                        | Oxford                 | UK      |